# Gottfried II. (Bretagne)

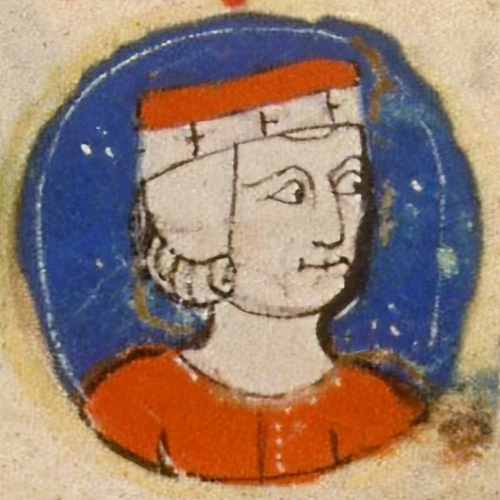
Herzog Gottfried,
Miniatur in einer Handschrift aus dem 14. Jahrhundert

Gottfried II. (franz.: Geoffroy, eng.: Geoffrey; * 23. September 1158; † 19. August 1186 in Paris) war ein englischer Prinz aus dem Haus Plantagenet und durch Ehe Herzog von Bretagne und Earl of Richmond.

## Leben
Er war das fünfte Kind von König Heinrich II. von England († 1189) und dessen Ehefrau Eleonore von Aquitanien († 1204).
Gottfrieds Vater erreichte nach langjährigem militärischen und politischen Druck 1166 von Herzog Conan IV. von Bretagne die Abdankung zugunsten Gottfrieds, der aber erst bei Erreichen der Mündigkeit die Regentschaft in der Bretagne übernehmen sollte. Zusätzlich wurde er mit Conans Tochter und Erbin Konstanze verlobt. Die Heirat zog sich jedoch hinaus, weil der Papst den nötigen Dispens – das Paar war zu nah verwandt – zunächst verweigerte. Im Jahr 1181 konnte schließlich die Ehe mit Konstanze vollzogen werden und Gottfried wurde Herzog der Bretagne im Namen seiner Frau.
Aus dieser Ehe gingen drei Kinder hervor:
- Eleonore „Fair Maid of Brittany“ (* 1184; † 12. August 1241 als Gefangene auf Corfe Castle)
- Mathilde (* 1186; † starb jung)
- Arthur I. (* 13. April 1187; † 3. April 1203 in Rouen)

Gottfried nahm 1172 an der erfolglosen Revolte seiner Brüder und seiner Mutter gegen den König (seinen Vater) teil, unterstützt durch König Ludwig VII. von Frankreich und Graf Philipp I. von Flandern. Der Aufstand wurde vom König Heinrich II. bis 1174 niedergeschlagen und mit einer Versöhnung der Plantagenets in Gisors beendet. Am 6. August 1178 wurde Gottfried von seinem Vater in Woodstock zum Ritter geschlagen. 1183 verbündete er sich mit seinem ältesten Bruder Heinrich dem Jüngeren gegen ihren Bruder Richard Löwenherz, nachdem dieser sich geweigert hatte, dem jungen Heinrich wie verlangt zu huldigen. Angeblich war Gottfried die treibende Kraft des Kampfes, da er Richard um das reiche Aquitanien beneidete. Die beiden Brüder erhielten die Unterstützung König Philipps II. von Frankreich, der ihnen Söldner schickte. Der Kampf endete jedoch mit dem Tod des jungen Heinrich im Juni 1183, woraufhin sich Gottfried im November 1184 unter dem Druck seines Vaters mit Richard versöhnen musste. Gottfried begab sich danach an den Hof des französischen Königs, mit dem er freundschaftlich verbunden war und von dem er das Amt eines Seneschalls von Frankreich erhielt. Zeitgenössische Beobachter warfen Gottfried regelmäßig mangelnde Loyalität zu seiner Familie vor.
Im August 1186 wurde Gottfried bei einem Turnier in Paris von einem Pferd zu Tode getrampelt; er wurde im Chor von Notre-Dame bestattet. Nach Gerald von Wales soll König Philipp II. so untröstlich gewesen sein, dass er sich mit in das Grab stürzen wollte.
Gottfrieds Witwe geriet über die Vormundschaft ihrer Kinder mit Richard Löwenherz in Konflikt, in dessen Verlauf sie die Kinder an den Hof König Philipps II. überantwortete, der seitdem als Garant für die Unabhängigkeit der Bretagne gegenüber den Plantagenets auftrat.